# Třebešice (Kutná Hora)
Třebešice é uma comuna checa localizada na região da Boêmia Central, distrito de Kutná Hora.